# Сундуклі
Сундуклі — піщаний масив в Центральній Азії на сході Туркменістану. Розташований в Каршинському степу на лівобережжі Амудар'ї. По східному краю пісків проходить туркменсько-узбецький кордон.
| Туркменістан | Це незавершена стаття з географії Туркменістану. Ви можете допомогти проєкту, виправивши або дописавши її. |

1. ↑  GEOnet Names Server — 2018.